# Sognerådsformand
Sognerådsformanden var den politiske og administrative leder i en sognekommune. Han var formand for sognerådet. Titlen blev indført i 1868, og den blev afskaffet i 1970.

## Administrative opgaver
Indtil Kanslergadeforliget med K.K. Steinckes socialreform i 1933, havde sognekommunerne kun en beskeden administration. Der var ofte sognerådsformanden og en enkelt medhjælper, der udførte alle kommunens administrative opgaver.
Efter 1933 voksede sognekommunes administration. De større kommuner ansatte kæmnere eller lignende til at varetage den daglige administration.

## Gentofte og Københavns omegn
I 1934 fik Gentofte Kommune en ny styrelsesvedtægt, der gav kommunalbestyrelsens formand titlen borgmester.
Ved lov nr. 181 af 20. maj 1952 om de københavnske omegnskommuners styrelse fik de andre kommunerne omkring København mulighed for at opnå samme status som Gentofte. Dette betød bl.a., at kommunalbestyrelsens formand fik titlen borgmester.
Lyngby-Tårbæk var den første kommune, der fik Gentofte-status. Senere fulgte Ballerup-Måløv, Birkerød, Brøndbyvester-Brøndbyøster, Dragør, Gladsaxe, Glostrup, Herlev, Hvidovre, Høje Tåstrup, Hørsholm, Rødovre, Søllerød og Tårnby. Efter 1956 fulgte Farum, Herstedøster-Herstedvester, Store Magleby, Vallensbæk og Værløse kommuner..
Mellem 1970 og 1974 havde de tre vestligste kommuner i det nydannede Københavns Amt også Gentofte-status. Det var Torslunde-Ishøj, Ledøje-Smørum og Sengeløse kommuner. Sengeløse blev indlemmet i Høje-Taastrup Kommune i 1974. Samtidigt blev Store Magleby indlemmet i Dragør Kommune.

## Borgmester fra 1970
Titlen som sognerådsformand blev afskaffet ved Kommunalreformen i 1970. Herefter var det titlen borgmester, der blev brugt, dog er Københavns politiske og administrative leder overborgmester.

## Sognefoged
Embedet som sognefoged blev oprettet i 1791. En sognefoged er (eller var) statens lokale repræsentant, og han udfører (eller udførte) politiopgaver på deltidsbasis.
Efter 1973 er embedet som sognefoged blevet afskaffet de fleste steder. Dog er der stadigt sognefogeder på nogle få små øer.
Indtil 1970 bestod de fleste sognekommuner af to eller flere sogne. Der var en sognefoged i hvert sogn, mens der kun var én sognerådsformand i hele kommunen. Derfor var der mange flere sognefogeder, end der var sognerådsformænd.
Sognefogeden var statsansat, og han havde en højere rang end den folkevalgte sognerådsformand.